# Lie de vin

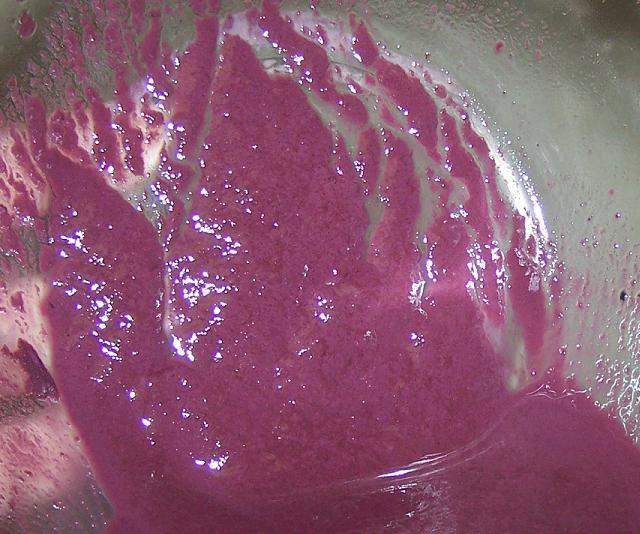
Lie de vin rouge restant dans la cuve après le soutirage.

Lie-de-vin est un nom de couleur d'usage courant désignant une nuance du champ chromatique rouge tirant sur le violet qui tire son nom de la lie du vin.
Dans les nuanciers, on trouve 503 lie de vin, 777 rouge lie de vin ; lie de vin peut traduire « maroon », qui se traduit d'ordinaire par bordeaux.

## Histoire
Le Règlement général des fabriques et factures de 1730 est le premier document mentionnant une couleur lie de vin, et il le fait péjorativement : « Quoique le violet ne soit pas une couleur simple, mais qu'elle soit formée des nuances du bleu et du rouge, elle est cependant si importante, qu'elle mérite un examen particulier. (...) le violet faux, parce qu'on lui donne quelquefois un pied de bleu de pastel ou d'indigo, et ce pied étant de bon teint, n'est pas emporté par le débouilli, mais la rougeur s'efface, & les nuances (...) pâles [deviennent] d'une couleur désagréable de lie de vin ». En 1751, l'Encyclopédie de Diderot utilise l'expression sans jugement de valeur dans des descriptions de sciences naturelles.
L'expression lie de vin est surtout fréquente dans les descriptions médicales.
L’Instruction générale sur la teinture des laines de 1669 contient un gris vineux, d'une part, et un fond vineux, d'autre part, qui correspondent assez bien, telles que décrites précisément par Michel-Eugène Chevreul, aux couleurs que l'on trouve aujourd'hui sous le nom de lie de vin.
En 1860, « Parmi les ravissantes coiffures en fleurs de la maison Guélot (…) les roses lie de vin sont d'une nuance fraîche et claire adorable ». C'est le début des « années mauves ».
Le Répertoire de couleurs de la Société des chrysanthémistes, publié en 1905, donne quatre tons Lie de Vin, « couleur la plus ordinaire de la lie du vin », sans synonyme français.

### Pigment historique
La lie de vin, cuite, a servi dans des temps anciens pour la teinture.
Brûlée, elle a autrefois fourni un pigment noir, dit « noir de Francfort ».

### Usage officiel
De 1971 à 1976, les auxiliaires de la Préfecture de police de Paris chargées de la répression des infractions au stationnement des véhicules sur la voie publique reçurent un uniforme de couleur lie-de-vin, rapidement surnommé par dérision aubergine.
En France, un règlement prévoit « une capsule générique couleur lie-de-vin (Pantone 209 C » pour les vins distribués dans le pays.